# Polícia Internacional e de Defesa do Estado
A Polícia Internacional e de Defesa do Estado (PIDE) foi a polícia política portuguesa entre 1945 e 1969, responsável pela repressão de todas as formas de oposição ao regime político do Estado Novo. Para além das funções de polícia política, a sua atividade abrangia igualmente o serviço de estrangeiros e de fronteiras, assim como, era também mobilizada no contexto de querelas familiares ou afectivas ou para intervir em problemas no local de trabalho.
Após a Revolução dos Cravos, em 25 de Abril de 1974, esta organização foi extinta e vários dos seus elementos foram presos. E durante o Processo Revolucionário em Curso (PREC), pelo menos dois deles estavam há dois anos assim sem nunca terem sido julgados. Outros tantos, a maior parte deles fugiu para Espanha e para o Brasil, sem nunca serem responsabilizados pelas atrocidades que cometeram.

Mais de 1.500 detenções de elementos e informadores da PIDE/DGS ocorreram entre 25 de Abril e Outubro de 1975. No final de 1976, iniciaram-se os julgamentos em Tribunal Militar, tendo os juízes usado de extrema benevolência.

## Funções e organização

### Funções
A PIDE foi criada pelo Decreto-Lei n.º 35 046 de 22 de outubro de 1945 — em substituição da Polícia de Vigilância e Defesa do Estado — sendo considerada como um organismo autónomo da Polícia Judiciária e apresentada como seguindo o modelo da Scotland Yard, mas foi de facto o prolongamento da PVDE, criada com a consultoria dos fascistas italianos e da Gestapo alemã e continuaria, sob o nome de Direção-Geral de Segurança (DGS), depois de 1969 e até à Revolução do 25 de Abril. Neste dia, os agentes da DGS foram os únicos que reagiram abrindo fogo e provocando quatro vítimas mortais entre os civis. A PIDE desempenharia tanto funções administrativas como funções de repressão e de prevenção criminal.

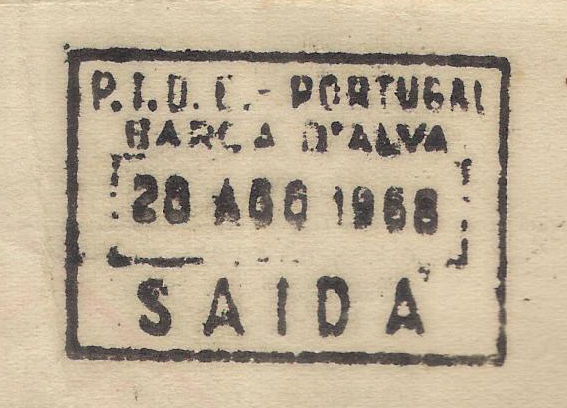
Carimbo da PIDE num passaporte, na fronteira de Barca d'Alva, 28 de agosto de 1968

No âmbito das suas funções administrativas, competia-lhe encarregar-se dos serviços de emigração e passaportes, dos serviços de passagem de fronteiras e dos serviços de permanência e trânsito de estrangeiros em Portugal.
No âmbito das funções de repressão e de prevenção criminal, competia à PIDE a instrução preparatória dos processos respeitantes aos crimes de estrangeiros relacionados com a sua entrada ou com o regime legal da sua permanência em território nacional, às infrações relativas ao regime da passagem nas fronteiras, aos crimes de emigração clandestina e aliciamento ilícito de emigrantes e aos crimes contra a segurança exterior e interior do Estado.

### Organização
Quando foi criada em 1945, a PIDE constituía um organismo do Ministério do Interior, estando o seu diretor subordinado diretamente ao ministro. A estrutura incluía:
- Diretor
  - Inspetor superior
    - Serviços da Diretoria
      - Conselho Administrativo
      - Conselho da PIDE
      - Secretaria
      - Contabilidade
      - Secção Central de Investigação
      - Gabinete de Investigação e Pesquisas
      - Arquivo Geral

    - Subdiretoria de Lisboa
      - Serviços Internacionais
      - Serviços de Emigração
      - Serviços de Segurança do Estado

    - Subdiretoria do Porto
    - Delegações
    - Postos

Depois da reorganização de 1954, a PIDE passou a estar na dupla dependência do ministro do Interior e do ministro do Ultramar. Cada um dos ministros tutelava a atividade da PIDE, respetivamente na Metrópole e no Ultramar. A orgânica passou a ser a seguintes:
- Diretor
  - Conselho de Polícia
  - Serviços Administrativos
  - Serviços de Contencioso
  - Serviços de Segurança
    - Secção Central
    - Gabinete de Identificação e Polícia Científica
    - Delegações
    - Subdelegações
    - Postos de vigilância
    - Postos de fronteira

### Diretores
- Capitão Agostinho Lourenço (1945–1956)
- Capitão António Neves Graça (1956–1960)
- Coronel Homero de Matos (1960–1962)
- Major Fernando da Silva Pais (1962–1969)

## Atividades
No contexto das suas funções no setor da segurança do Estado, destaca-se a importância da atividade da PIDE na neutralização da oposição ao Estado Novo.
A PIDE utilizava a tortura para obter informações e foi responsável por alguns crimes sangrentos, como o assassinato do militante do Partido Comunista Português (PCP) José Dias Coelho e do General Humberto Delgado. Este último foi atraído para uma emboscada, só possível pela introdução de informadores nas organizações que o general liderava ou na sua teia mais íntima de relações pessoais, ultrapassando mesmo as fronteiras nacionais (não só o crime foi cometido em território espanhol como os informadores se encontravam instalados no Brasil, na França e na Itália).
Durante a Guerra do Ultramar, a PIDE, até aí virtualmente ausente dos territórios africanos, assumiu nos três teatros de operações a função de serviço de informações e — constituindo, enquadrando e dirigindo milícias próprias, os Flechas, compostas por africanos, por vezes desertores das guerrilhas — colaborou com as forças militares no terreno. Neste âmbito, poderá a sua ação ter também ultrapassado as fronteiras; com efeito, são-lhe atribuídas responsabilidades, quer no atentado que vitimou o dirigente da FRELIMO Eduardo Mondlane, quer na manipulação dos descontentes do PAIGC que, num "golpe de Estado" dentro do partido, assassinaram o dirigente independentista Amílcar Cabral.
Pelo Decreto-Lei n.º 49 401, de 24 de Novembro de 1969, o Governo presidido por Marcello Caetano substituiu a PIDE pela Direcção-Geral de Segurança (DGS), que, por sua vez, foi extinta na sequência da Revolução de 25 de Abril de 1974, pelo Decreto-Lei n.º 171/74, de 25 de Abril.

## História
A criação da PIDE e da sua antecessora PVDE vem na sequência das sucessivas reestruturações do sistema policial, que implicaram a criação, a extinção e a fusão de várias polícias, algumas das quais vinham já do tempo da Primeira República.

### Antecedentes na Primeira República
Em 1918, na sequência da reestruturação dos corpos de polícia civil e do seu agrupamento num único corpo nacional, a Polícia Cívica, são criadas as primeiras antecedentes diretas da PIDE: a Polícia Preventiva e a Polícia de Emigração. Pelo Decreto-Lei n.º 4 166 de 27 de abril de 1918 é então criada a Polícia Preventiva — a partir de uma secção da Polícia de Investigação Criminal — com a competência pela vigilância, prevenção e investigação de crimes políticos ou sociais, pela prisão ou detenção de suspeitos daqueles crimes e pela organização de um cadastro de todas as agremiações políticas e sociais e seus membros. Pelo mesmo decreto, é criada a Polícia de Emigração responsável pelo controlo das fronteiras. Tanto a Polícia Preventiva como a Polícia de Emigração constituem repartições que funcionam na dependência direta da Direção-Geral de Segurança Pública, o órgão superior da Polícia Cívica.
Pelo Decreto n.º 5 367 de 7 de abril de 1919, a Polícia Preventiva passa a designar-se Polícia de Segurança do Estado.
Em 1922, de acordo com o Decreto n.º 8 013 de 4 de fevereiro, a Polícia de Segurança do Estado é transformada na Polícia de Defesa Social, deixando de estar diretamente subordinada ao ministro do Interior, ficando na dependência direta do governador civil de Lisboa.
Ainda no mesmo ano, pelo Decreto n.º 8 435 de 21 de outubro, a Polícia de Defesa Social passa a chamar-se Polícia Preventiva e de Segurança do Estado.

### Antecedentes na Ditadura Nacional
A 28 de maio de 1926 tem lugar um golpe militar que institui um regime ditatorial. Pelo Decreto n.º 11 727 de 5 de junho de 1926, a Polícia Preventiva e de Segurança do Estado é extinta, sendo as suas funções transferidas para a Polícia de Investigação Criminal.
Ainda em 1926, pelo Decreto n.º 12 972 de 16 de dezembro, é criada a Polícia de Informações de Lisboa que funciona na dependência do governador civil de Lisboa. Em 1927, pelo Decreto n.º 13 342 de 26 de março é criada a Polícia de Informações do Porto, com caraterísticas semelhantes. Pelo Decreto n.º 15 195 de 17 de março de 1928 as duas polícias de informações são fundidas numa única Polícia de Informações, que fica na dependência direta do ministro do Interior.
Ainda em 1928, é criada a Polícia Internacional Portuguesa com funções semelhantes às da anterior Polícia de Emigração. Compete-lhe em especial a vigilância das fronteiras terrestres e o controlo dos estrangeiros que permanecem em Portugal. A Polícia Internacional fica a funcionar na dependência da Polícia de Informações. Em 1930, a Polícia de Internacional deixa a Polícia de Informações e passa para a dependência da Polícia de Investigação Criminal, como sua Secção Internacional.
Em 1931, é extinta a Polícia de Informações, através do Decreto n.º 20 033 de 3 de junho. As suas funções são assumidas pela Polícia de Segurança Pública.
No mesmo ano, através do Decreto n.º 20.125 de 28 de julho de 1931, a Polícia Internacional Portuguesa volta para o Ministério do Interior, ficando na dependência direta do ministro. Com a criação da Direção-Geral de Segurança Pública no Ministério do Interior, em 1932, todas as polícias passam a ficar na dependência desta, inclusive a Polícia Internacional. Na mesma altura é criada a Secção de Vigilância Política e Social da Polícia Internacional Portuguesa, responsável pela prevenção e combate aos crimes de natureza política e social.
A 5 de julho de 1932, Salazar toma posse como Presidente do Ministério, assumindo a chefia do Governo.
Pelo Decreto n.º 22 151 de 23 de janeiro de 1933 a Secção de Vigilância Política e Social é transformada na Polícia de Defesa Política e Social, passando a ser um organismo na direta dependência do ministro do Interior.

### A PVDE e a PIDE
Com a entrada em vigor da Constituição de 1933, tem lugar o período da história política portuguesa denominado Estado Novo.
Pelo Decreto-Lei n.º 22 992 de 29 de agosto de 1933, a Polícia Internacional Portuguesa e a Polícia de Defesa Política e Social voltam a ser fundidas num único organismo que passa a ser a Polícia de Vigilância e Defesa do Estado. A PVDE inclui duas secções, a de Defesa Política e Social e a Internacional. A primeira é responsável pelo combate aos crimes políticos e sociais. A Secção Internacional é responsável por verificar a entrada, permanência e saída de estrangeiros do território nacional, a sua detenção se se trata de elementos indesejáveis, a luta contra a espionagem e a colaboração com as polícias de outros países.
Em 1945, através do Decreto-Lei n.º 35 046 de 22 de outubro, a PVDE é transformada na Polícia Internacional e de Defesa do Estado. À PIDE são atribuídas funções administrativas e funções de prevenção e combate à criminalidade. No âmbito das suas funções administrativas, competia à PIDE a responsabilidade pelos serviços de emigração e passaportes, pelo serviço de passagem de fronteiras terrestres, marítimas e aéreas e pelo serviço de passagem e permanência de estrangeiros em Portugal. No âmbito das suas funções de prevenção e combate ao crime, competia à PIDE fazer a instrução preparatória dos processos crimes relacionados com a entrada e permanência ilegal em Território Nacional, infrações relativas ao regime das passagens de fronteiras, dos crimes de emigração clandestina e aliciamento ilícito de emigrantes e dos crimes contra a segurança interior e exterior do Estado.
Pelo Decreto n.º 39 749 de 9 de agosto de 1954, a PIDE é reorganizada, sendo prevista a sua instalação também nas ilhas adjacentes e no ultramar. No entanto, essa instalação só ficará completa já na década de 1960. O mesmo decreto também torna a PIDE no único organismo com competência para a troca de informações de segurança com serviços similares de outros países.
Em 1968, na sequência de um acidente sofrido, Salazar é substituído por Marcelo Caetano na Presidência do Conselho de Ministros.
Através do Decreto-Lei n.º 49 401 de 24 de novembro de 1969, a PIDE é denominada Direção-Geral de Segurança, não tendo lugar alterações significativas nas suas competências e na sua forma de atuar.
A sede da PIDE localizava-se em Lisboa, num edifício arrendado à Casa de Bragança situado na rua de António Maria Cardoso 22, ao Chiado, posteriormente transformado num condomínio de luxo. Até 1971, quando os interrogatórios passaram a ser feitos no reduto sul de Caxias, foi ali que muitos opositores do regime foram sujeitos a espancamentos e tortura. Era uma zona citadina, na Baixa lisboetaː os gritos dos torturados ouviam-se na rua. Em 1 de Agosto de 1958, a própria embaixatriz do Brasil (esposa de Álvaro Lins) assistiu à queda dum detido do terceiro andar da sede da PIDE.
No Porto, a delegação da PIDE localizava-se na rua do Heroísmo 329, onde posteriormente foi instalado o Museu Militar do Porto.

## As vítimas da PIDE
Ao longo das décadas a polícia política vigiou, perseguiu, torturou e matou cidadãos portugueses. Os presos políticos atingiram os dezenas de milhar.

### Assassinatos e mortes
O Museu do Aljube contabiliza 162 vítimas mortais e disponibiliza os seus nomes num documento de 28 páginas. O primeiro e último nomes dessa lista ordenada alfabeticamente são reproduzidos a título de exemplo:
- Nº 1. Abílio Augusto Belchior - Operário, 39 anos, morre em 1937 no Campo de Concentração do Tarrafal
- Nº 162. Vítor Agostinho Pedroso Leitão - Sapateiro, 42 anos, morre em 1966 vítima de tortura, pouco tempo após ter sido libertado da prisão do Forte de Peniche
- Alguns dos falecidos eram ou tornaram-se famosos como Adalberto de Sousa Dias, Bento Gonçalves,[20] Catarina Eufémia, Humberto Delgado, José Ribeiro Santos.
- Biografias complementares das vítimas da PIDE/DGS podem ser encontradas aqui: https://memorial2019.org/

Muitos são mortos no Tarrafal ou em vários estabelecimentos da PIDE ou prisionais, isto é sob custódia desta. Vários resultam de ações de repressão e intimidação a populares em manifestações. Alguns são ações desastradas, como a morte de Raul Alves  após quinze dias de tortura em 1958. Operário soldador, 44 anos, foi lançado por uma janela da sede da PIDE, presenciado pela esposa do embaixador do Brasil.

### Tortura e métodos
Adicionalmente, muitos outros foram torturados. Domingos Abrantes, Edmundo Pedro, Fernando Rosas, Francisco Martins Rodrigues, José Barata, José Pedro Soares, Justino Pinto de Andrade, Luís Moita, Nuno Teotónio Pereira, entre muitos outros.
Também as mulheres sofreram às mãos da PIDE, particularmente da PIDE Leninha. Conceição Matos foi designada como a mais torturada. Outros nomes incluem Aurora Rodrigues, Conceição Matos, Custódia Chibante, entre muitas outras.
As técnicas eram variadas:
- Tortura do sono - Períodos prolongados e/ou intervalados; ruídos incómodos ou gravações (de camaradas e familiares); violência verbal e violência física para não adormecer/descanse.
- Tortura da estátua - Períodos prolongados e/ou intervalados; Uso rápido da violência (por ex., “posição de cristo”)
- Agressão física direta em grupos de agentes - Bofetadas; Socos; Pontapés; Arranque de unhas; Pancadas nos testículos; Pancadas nas pernas e nos pés
- Instrumentos usados - Cassetetes; Cacetes e madeiros; Chicotes; Soqueiras; Objetos pontiagudos; Algemas e cordas; Uso de luzes fortes
- Queimaduras e choques elétricos - Com cigarros; Com aguilhões para gado; Com “capacetes” ligados à eletricidade; “Cadeira elétrica” (por ex., em São Tomé e Príncipe)
- Tratamentos humilhantes - de carácter sexual; Desnudamento e toques indesejados; Proibição do uso de instalações sanitárias
- Agressões psicológicas - Ameaças contra familiares e amigos; Relativas a outros presos; ou Relativas a camaradas que não foram presos reforçando que o preso está sozinho e abandonado, ou traído
- Diversos - Simulação de afogamento; Isolamentos de longa duração; Exibição de cadáveres; Sobrelotação de celas; Recusa de alimentação e de recreios; Corte de correspondência e de visitas; Ausência de assistência médica e medicamentosa

### A PIDE nas Colónias
A atuação da polícia política nas colónias ainda foi mais mortal, mas muitas vezes com menos fontes e informação. Um acaso permitiu uma coleção de artigos de investigação no Público com títulos informativos:
- Capítulo 1 - "As provas da violência e do terror";[26]
- Capítulo 2 - Morticínio em Nampula: ""Era raro o dia em que não morria ninguém” nas celas e gabinetes da PIDE;[27]
- Capítulo 3 - Punir, extorquir e aterrorizar: "A perseguição religiosa aos crentes muçulmanos traduziu-se em detenções, sessões de torturas, mortes, destruição de lugares e livros religiosos";[28]
- Capítulo 4 - Beira. Destruir e silenciar: "Mal se soube da revolução, as chefias trataram de queimar os arquivos, mas também chicotes, palmatórias, cordas e outros objectos usados para torturar os reclusos na “sala do inferno”";[29]
- Capítulo 5 - As vítimas que nunca existiram: "a PIDE/DGS tinha prisões clandestinas e salas de tortura. Os seus funcionários mataram civis em execuções sumárias e praticaram sevícias sexuais";[30]
- Capítulo 6 - Lugares de extermínio colonial: "a PIDE deixava os presos morrer por inanição. Outros sucumbiam às torturas. O regime tinha conhecimento da actuação da polícia e recebeu alertas do Comité Internacional da Cruz Vermelha";[31]
- Capítulo 7 - Fortaleza do Ibo: "Os que iam para o Ibo eram tidos como já mortos"[32]

## No pós-25 Abril, qual foi o destino dos PIDEs?

### Desmantelamento e identificação dos agentes da PIDE
Alguns serão detidos pelos militares, tendo de ser protegidos dos populares. No entanto, a maioria estava à solta e impregnada no aparelho estatal e na sociedade civil. Estamos a falar de um universo de: 2162 funcionários e 20000 informadores (DGS); 8000 legionários com 600 informadores, 200 elementos da Força Automóvel de Choque (Legião Portuguesa). A estatística é fornecida à imprensa a 2 de Agosto de 1974.
A 7 de Junho de 1974, surge o Serviço de Coordenação da Extinção da PIDE/DGS e LP, “encarregado de elaborar os processos-crime com que os ex-membros, responsáveis e colaboradores da extinta PIDE/DGS e Legião Portuguesa deviam ser apresentados a Tribunal Militar para julgamento” As tarefas incluíam “a incriminação das organizações e dos respectivos agentes, o levantamento e incriminação das redes de informadores e de outras ligações mantidas pela PIDE e LP, a realização de inquéritos a acontecimentos de interesse ou repercussão nacional em que estivessem envolvidas aquelas organizações, a colaboração nos processos de reclassificação e saneamento, e a reintegração de elementos demitidos e perseguidos pelo fascismo.”
A comissão para o desmantelamento da PIDE e da Legião Portuguesa será liderada pelo Coronel João Varela Gomes. Dada o seu demasiado zelo na opinião de alguns, será detido pelo General Silvino Silvério Marques da Junta de Salvação Nacional. Após a reação indignada e musculada de alguns membros do MFA (por exemplo, o capitão Diniz de Almeida), o General Spínola irá desautorizar o General Silvério Marques e manda libertar Varela Gomes. No entanto, Varela Gomes será saneado da “comissão para sanear os pides”.
José Sacchetti, ex-inspector da PIDE, seria interrogado em 1975 pela Serviço de Coordenação da Extinção da PIDE/DGS.
Eventualmente, o Secretariado Técnico dos Assuntos Políticos (Ministério da Administração Interna) publica em 1975 a Relação dos Agentes, Pessoal Administrativo e Auxiliar da ex-PIDE/DGS. O relatório apresenta os detalhes sobre os agentes em 170 páginas em que cada página apresenta aproximadamente 18 registos. Essa lista pode ser encontrada aqui: 

### Primeiro-ministro Cavaco Silva e a polémica das pensões
Durante o segundo governo de maioria absoluta liderado por Aníbal Cavaco Silva, "Óscar Cardoso, ex-Inspector-Adjunto da PIDE, foi contemplado com uma pensão por serviços relevantes prestados a pátria." O PIDE, criador de forças especiais na guerra, estava presente quando agentes dispararam sobre a multidão no dia 25 de Abril de 1974, disparos ainda hoje de autoria desconhecida. Houve ainda um outro agente da PIDE, António Augusto Bernardo, com direito a essa pensão. Em contraste, Cavaco recusou a mesma anos antes a Salgueiro Maia, um dos capitães protagonistas do 25 de Abril de 1974.